# Ambulyx formosana
Ambulyx formosana är en fjärilsart som beskrevs av Clark 1936. Ambulyx formosana ingår i släktet Ambulyx och familjen svärmare. Inga underarter finns listade i Catalogue of Life.